# Jakob Andreas Crusius
Jakob Andreas Crusius (* 9. November 1636 in Hannover; † 16. August 1680 in Hannover) war ein deutscher Jurist.

## Leben
Jakob Andreas Crusius wurde 1636 in Hannover als Sohn des Juristen Christoph Crusius geboren.  Er studierte an der Universität Wittenberg, der Universität Leipzig und der Universität Helmstedt die Rechtswissenschaften und beschäftigte sich mit theologischen Fragen. Im Anschluss unternahm er eine für die damalige Zeit typische Bildungsreise, die ihn durch Deutschland, Holland und Frankreich führte.
Nachdem er 1662 nach Helmstedt zurückgekehrt war, wurde er dort zum Doktor der Rechtswissenschaften promoviert. Im Folgejahr trat er eine Stelle in Minden als Syndikus an. 1667 arbeitete er als Advokat in seiner Vaterstadt und wurde 1678 zum Hof und Regierungsrat berufen. Crusius machte sich als Gelehrter durch seine schriftstellerische Tätigkeit auf dem Gebiet der Rechtswissenschaften einen Namen.
Seine beiden Werke De jure offerendi und De nocte et nocturnis officiis wurden in zwei Dekreten der römisch-katholischen Glaubenskongregation 1662 auf den Index gesetzt.

## Werke (Auswahl)
- Disquisitionem de nocte & nocturnis apud vereres officiis
- Opuscula varia politico-irridico-historica, 1668
- Jus statutarium reipublicae Mindensis, 1674
- De tortura, 1682, 1704